# روبير برتراند
روبير برتراند هو سياسي كندي، ولد في 4 أبريل 1953 في كيبك في كندا. حزبياً، نشط في الحزب الليبرالي الكندي. وقد انتخب عضو مجلس العموم الكندي.